# Sozialgericht Nordhausen
Das Sozialgericht Nordhausen ist eines von vier Sozialgerichten (SG) des deutschen Bundeslandes Thüringen.

## Gerichtssitz und -bezirk
Das Sozialgericht hat seinen Sitz in Nordhausen. Der Gerichtsbezirk umfasst den Landkreis Eichsfeld, den Landkreis Nordhausen, den Landkreis Sömmerda, den Kyffhäuserkreis und den Unstrut-Hainich-Kreis. Die sachliche Zuständigkeit ergibt sich aus dem Sozialgerichtsgesetz.

## Gerichtsgebäude
Das Sozialgericht Nordhausen hat seit 2009 seinen Sitz am Taschenberg 59/60. Das über 3000 m² große Gebäude war als „preußisches Behördenhaus“ vom Architekten Karl H. Herborn (1899–1965) errichtet und diente bis 1945 u. a. als Sitz der Kreiskasse, Hochbauamt, Katasteramt und Kulturamt. Danach war bis 1990 das NVA-Wehrkreiskommando im Haus untergebracht. Bis 1996 nutzte es der Landkreis Nordhausen vorübergehend als Verwaltungsgebäude. Anschließend stand der Bau leer und verfiel. Ende 2007 erwarb die Städtische Wohnungsbaugesellschaft (SWG) das Bürogebäude und ließ es sanieren.

## Übergeordnete Gerichte
Das dem Sozialgericht Nordhausen übergeordnete Gericht ist das Thüringer Landessozialgericht in Erfurt. Im weiteren Instanzenzug folgt das Bundessozialgericht in Kassel.